# Elzéar Goulet
Pour les articles homonymes, voir Goulet.
Elzéar Goulet, né le 18 novembre 1836 à Saint-Boniface et mort le 13 septembre 1870 à Winnipeg, est un insurgé canadien qui a, notamment, participé à la Rébellion de la rivière Rouge.

## Biographie
Elzéar Goulet voit le jour en 1836 à Saint-Boniface, dans la colonie de la rivière Rouge. Fils de marchands français venus au Canada pour faire des affaires, il reçoit une éducation rudimentaire. Postillon à la poste de la colonie de la Rivière Rouge de 1860 à 1869, il a six enfants avec sa femme Hélène Jérôme.

### Rébellion de la rivière Rouge
En 1869, il s'engage dans les troupes de l'insurgé canadien Louis Riel, où il devient un commandant de la troupe des Métis irrégulière et chef de file du nouveau gouvernement canadien. Membre de la cour martiale qui juge Thomas Scott le 3 mars 1870, il est d'accord d'appliquer à ce traitre du gouvernement provisoire la peine de mort.
Le jour du 13 septembre 1870, alors qu'il était dans le village de Winnipeg, il est reconnu par un homme, partisan de Tomas Scott, qui l'avait vu dans les bataillons de Louis Riel. Cet homme, accompagné de deux autres, poursuit Elzéar Goulet qui fut obligé de s'enfuir. Arrivé au bord d'une rivière, il tente de la traverser pour échapper à ses poursuivants, qui lui jettent alors des pierres. Touché à la tête, il perd connaissance et se noie.

## Héritage
Figure importante de l'insurrection métisse, il marque encore aujourd'hui les esprits canadiens. Un film, La ceinture d'Elzéar Goulet, lui est dédié.